# Закотное (Луганская область)
Закотное (укр. Закотне) — село, относится к Новопсковскому району Луганской области Украины.
Население по переписи 2001 года составляло 1269 человек. В 2010 году на выборах президента Украины проголосовало около 800 человек.
Занимает площадь 8 км².
В селе родился Герой Советского Союза Дмитрий Жеребилов.

## Местный совет
92352, Луганська обл., Новопсковський р-н, с. Закотне, вул. Айдарська, 8 (укр.)

## История
По неподтвержденным данным городок был основан донскими казаками ещё до 1640 года. По ревизии 1703 года указана другая дата — 1694 год. В 1705 году Ф.М. Апраксин предлагал разорить все казачьи городки и на месте Закотного городка построить или город-крепость или большое местечко для черкасов-малороссов «чтоб Айдаром от украины донских казаков отделить» — то есть отнять казачьи земли в пользу Москвы и заселить их неказачьим населением. Что и было сделано несколько позже, хотя городок Закотный (в документах указанный также как Закотенский или Закотинская (Закотницкая) станица) не полностью поддержал К. Булавина — городок был у донских казаков отнят, а все территории переподчинены слобожанам.